# Vlag van Julianadorp

Dorpsvlag van Julianadorp

De vlag van Julianadorp bestaat uit de kleuren groen, rood en geel. De vlag is in 1936 ontworpen door Klaes Sierksma uit Friesland en wordt als volgt beschreven:
Negen horizontale banen van groen-rood-geel-rood-geel-rood-geel-rood-groen in de verhouding 13:2:2:2:2:2:2:2:13.
De kleur groen verwijst naar de Koegraspolder, de rode en gele strepen komen uit de Helderse vlag.

## Geschiedenis
De vlag van Sierksma is destijds niet officieel vastgesteld en raakte in de vergetelheid. Ergens in de eerste vijf jaar van de 21e eeuw werd de Julianadorper vlag herontdekt in de gemeentelijke archieven. Toen in 2009 het 100-jarig bestaan van Julianadorp werd gevierd werd het ontwerp voor Julianadorp uit 1936 weer onder het stof vandaan gehaald en was deze op veel plekken in het dorp te vinden.

## Verwante afbeeldingen

Vlag van Den Helder
Huisduiner vlag (blauw voor de zee)

Abbekerk
· Assendelft
· Bergen
· Bovenkarspel
· Buitenveldert
· Bussum
· De Rijp
· Driemond
· Groet
· Grootschermer
· Graft
· Hauwert
· Huisduinen
· Julianadorp
· Koog aan de Zaan
· Krommenie
· Krommeniedijk
· Lambertschaag
· Marken
· Middelie
· Muiden
· Muiderberg
· Naarden
· Nauerna
· Nibbixwoud
· Nieuw-Vennep
· Omval
· Opperdoes
· Rijsenhout
· Sijbekarspel
· Sint Pancras
· Sloten
· Spaarndam
· Vogelenzang
· Weesp
· Wijk aan Zee
· Wormerveer
· Zaandijk
· Zwaagdijk-West